# Kanton Boulogne-Billancourt-Nord-Est
Kanton Boulogne-Billancourt-Nord-Est (fr. Canton de Boulogne-Billancourt-Nord-Est) je francouzský kanton v departementu Hauts-de-Seine v regionu Île-de-France. Tvoří ho pouze severovýchodní část města Boulogne-Billancourt.